# جاناتان پرز (بازیکن فوتبال)
جاناتان پرز (انگلیسی: Jonathan Pérez؛ زادهٔ ۱۸ ژوئن ۱۹۸۷) بازیکن فوتبال اهل فرانسه است.
از باشگاه‌هایی که در آن بازی کرده‌است می‌توان به باشگاه فوتبال تروا اشاره کرد.